# Andy Mann
Andy Mann (* 1949 in New York City; † 3. Februar 2001 in Houston) war ein US-amerikanischer Videokünstler.

## Leben und Werk
Andy Mann wuchs in Yonkers auf und ging 1965 zur United States Navy. Er war Sonar-Techniker auf verschiedenen U-Booten, wobei er unter anderem eine neue Perspektive zum Medium Video entwickelte.
1969 bis 1973 studierte Mann an der New York University. Andy Manns erste Videoaufnahmen stammen von 1969. Die „Street tapes“ aus der New Yorker Zeit sind seine bekanntesten Videos. Seit 1976 lehrte er Video-Band-Technik an der University of California, San Diego.
Mann war Mitglied von Videofreex, Perception, TVTV (video collective), Global Village und Raindance. Er verfasste regelmäßig Beiträge für das 1970 herausgegebene Video Kunst Magazin Radical Software und filmte Performances von Hannah Wilke und Chris Burden. Er interviewte Phil Ochs, Mark Lombardi und Fennie Shakur.
Er war Produzent für Access Houston Kabel und präsentierte dort live ein Videokunstprogramm.

## Ausstellungen (Auswahl)
- 1973: und 1975 Whitney Biennial, New York City
- 1973: Biennale von São Paulo, São Paulo
- 1975: Museum of Modern Art, New York City
- 1976: Everson Museum of Art in Syracuse (New York)
- 1977: documenta 6, Kassel

## Auszeichnungen (Auswahl)
- 1975 und 1978: National Endowment for the Arts